# Swing Girls
Swing Girls (яп. スウィングガールズ сувингу га:рудзу) — японская музыкальная кинокомедия 2004 года, повествующая о становлении девчачьего школьного биг-бенда. Фильм занял 8-е место в японском бокс-офисе 2004 года и завоевал 7 премий Японской киноакадемии. Фильм основан на реальной истории Tateshina High School Jazz Club (префектура Нагано).

## Сюжет
Летним днём 13 старшеклассниц скучают на дополнительных занятиях по математике. Одна из них — Томоко — наблюдает в окно, как во дворе школы духовой оркестр отправляется на автобусе на поддержку бейсбольной команды. После отъезда автобуса во двор въезжает машина доставщика еды, который опоздал с привозом комплектов обедов для оркестра. Томоко и другие девушки вызываются отвезти обеды оркестру на поезде. В ходе поездки девушки пробуют и съедают один из обедов, а затем засыпают. Проспав свою остановку, девушки вынуждены идти пешком по рельсам обратно. Внезапно появившийся поезд заставляет девушек прыгать с железнодорожной насыпи в рисовое поле. Наконец добравшись до стадиона, девушки передают обеды оркестру, и лишь тарелочник Такуо остаётся без обеда. Впоследствии оказывается, что обеды испортились, и весь оркестр (за исключением Такуо) попадает в больницу с пищевым отравлением.
Для поддержки бейсбольной команды на следующем матче Такуо решает собрать временный оркестр. На сбор приходит только стеснительная Каори с дудкой, затем подходят Хироми и Юка с гитарами из распавшейся панк-группы, но оказывается, что им просто негде репетировать. Отчаявшийся Такуо замечает в коридоре девушек-виновниц и под угрозой раскрытия тайны заставляет их присоединится к репетициям. Не имея достаточного количества участников для полного духового оркестра, Такуо решает создать джазовый биг-бенд и репетирует с ним композицию «Take the A Train» Билли Стрейхорна.

Swing Girls используют схему типичного биг-бенда из 17-ти исполнителей

Через некоторое время духовой оркестр полностью выздоравливает, и лишённый инструментов и помещения для репетиций биг-бенд распадается. Такуо и шесть девушек (Томоко, Ёсиэ, Каори, Наоми, Хироми и Юка) решают создать джазовый ансамбль Swing Girls (and a Boy), используя подержанные инструменты и репетируя где попало. Однажды их приглашают сыграть на открытии магазина, и после ужасного выступления с композицией «In the Mood» (аранжировщик Джо Гарленд) некий незнакомец предлагает близорукой и потерявшей во время выступления очки Каори перейти их ансамблю на свинг. Побежав за незнакомцем, Такуо и девушки (без Хироми и Юки) выясняют, что это был их учитель математики Одзава — фанат саксофона, джаза и свинга, обладатель большой коллекций пластинок и звуконепроницаемой комнаты. Такуо и девушки уговаривают Одзаву стать их музыкальным руководителем, не зная, что он даже не умеет играть на своём саксофоне. Одзава в тайне начинает ходить на уроки саксофона, передавая своим ученикам полученные на них знания. Ансамбль приглашают сыграть на открытии ещё одного магазина, где они выступают с композицией «Common' Frae The Town» (шотландская народная мелодия) намного лучше, и остальные члены биг-бенда воссоединяются с ними для исполнения композиции «Make Her Mine» Эрика Лизи (Eric Leese).
Наступает зима, и биг-бенд Swing Girls решает принять участие в ежегодном городском фестивале школьных музыкальных коллективов, записав на заснеженной школьной крыше демонстрационную видеозапись выступления с композицией «In the Mood». Томоко берётся за отсылку кассеты по почте, но забывает и отправляет заявку с опозданием, из-за чего организаторы отклоняют заявку, однако Томоко не решается сказать правду другим. Такуо случайно выясняет, что учитель Одзава не умеет играть на саксофоне, и тот решает не ехать на фестиваль, прося Такуо не говорить другим о реальной причине его поступка.
Биг-бенд отправляется на фестиваль на поезде, но из-за снегопада и упавшего на рельсы дерева поезд застревает в пути. Томоко рассказывает об отклонённой заявке Такуо, и Такуо рассказывает об этом другим. Неожиданно к поезду по параллельно идущей автодороге подъезжает пустой автобус с учительницей Итами — выясняется, что из-за снегопада несколько других групп решили не ехать, и Swing Girls приглашают на замену. Биг-бенд еле успевает приехать и выступает с композициями «Moonlight Serenade» Глена Миллера, «Mexican Flyer» Кена Вудмана (на этой композиции на балконе концертного зала появляется решивший всё же приехать учитель Одзава) и «Sing, Sing, Sing» Луи Прима.

## Актёры
- Дзюри Уэно (Juri Ueno) — Томоко Судзуки (Tomoko Suzuki), тенор-саксофон
- Юта Хираока (Yuta Hiraoka) — Такуо Накамура (Takuo Nakamura), фортепьяно
- Сихори Кандзия (Shihori Kanjiya) — Ёсиэ Сайто (Yoshie Saito), труба
- Юика Мотокария (Yuika Motokariya) — Каори Сэкигути (Kaori Sekiguchi), тромбон
- Юкари Тоёсима (Yukari Toyoshima) — Наоми Танака (Naomi Tanaka), ударные
- Кана Сэкинэ (Kana Sekine) — Хироми Ватанабэ (Hiromi Watanabe), электрогитара
- Фумико Мидзута (Fumiko Mizuta) — Юка Ямамото (Yuka Yamamoto), бас-гитара
- Наото Такэнака (Naoto Takenaka) — Тадахико Одзава (Tadahiko Ozawa), учитель математики
- Михо Сираиси (Miho Shiraishi) — Яёи Итами (Yayoi Itami), учительница музыки